# Attentato al Mike's Place di Tel Aviv
L'attentato al Mike's Place di Tel Aviv fu un attentato suicida palestinese, perpetrato da Hamas e dalle Brigate dei Martiri di Al-Aqsa, al Mike's Place, un bar a Tel Aviv, in Israele, il 30 aprile 2003, uccidendo 3 civili israeliani e ferendone 50.

## L'attentato
I due aggressori entrarono in Israele dalla Giordania, attraverso il ponte Allenby. Arrivarono sul luogo dell'attacco da un hotel vicino dove avevano affittato una stanza. Gli investigatori che in seguito perquisirono la loro stanza scoperirono una cintura elastica, esplosivi e una mappa del centro di Tel Aviv, sulla quale erano chiaramente indicati diversi luoghi affollati, tra cui Mike's Place.
Alle 12:45 locali del 30 aprile 2003, l'attentatore suicida si avvicinò al Mike's Place e si fece saltare in aria all'ingresso. La forza dell'esplosione uccise 3 persone e ne ferì più di 50. Uno dei feriti era la guardia giurata Avi Tabib, che riuscì a bloccare l'attentatore suicida, impedendogli di entrare nel bar e provocare ulteriori morti.

### Vittime
- Ran Baron, 22 anni, di Tel Aviv;[3]
- Dominique Caroline Hass, 29 anni, di Tel Aviv;[4]
- Yanai Weiss, 46 anni, di Holon.[5]

Venne gravemente ferito Keith Trowbridge, 37 anni, degli Stati Uniti.

## Conseguenze
Dopo l'attacco, Hamas e le Brigate dei martiri di Al-Aqsa rivendicarono l'attacco congiuntamente. Il portavoce di Hamas identificò gli autori come i musulmani britannici Asif Muhammad Hanif, 22 anni, di Londra e Omar Khan Sharif, 27 anni, di Derby. Il secondo attentato suicida che sarebbe dovuto avvenire fallì.
Il documentario Blues by the Beach parla di questo attentato, e il film The Holy Land e la serie TV The Blacklist lo citano.